# Dortmunder Union-Brauerei

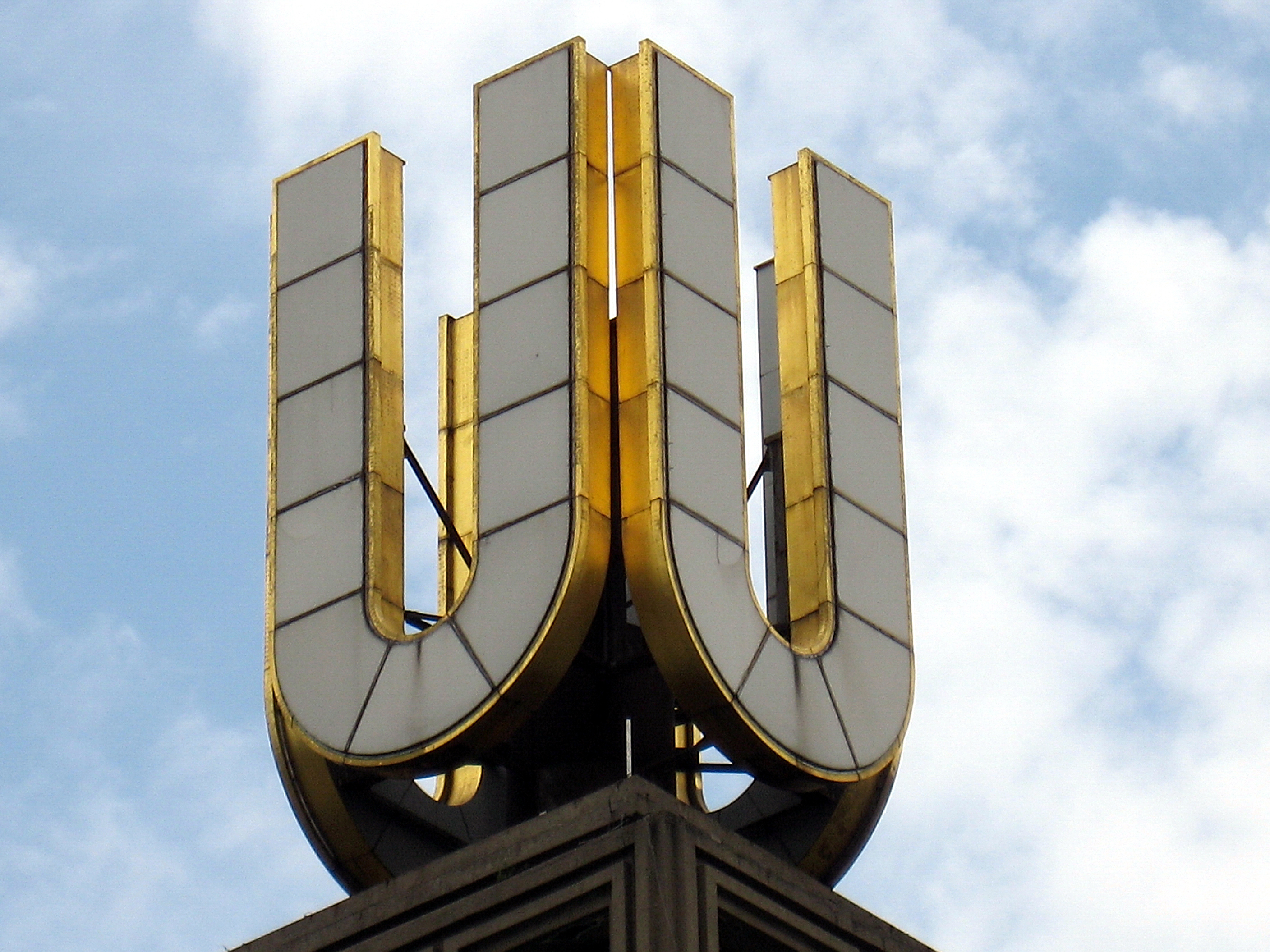

Dortmunder Union-Brauerei (DUB) var ett bryggeri i Dortmund. Dortmunder Union-Brauerei var ett av Tysklands största bryggerier. 1969 inleddes ett samarbete med Schultheiss som ledde fram till samgåendet 1972 varpå Dortmunder Union-Schultheiss Brauerei AG (från 1988 Brau und Brunnen skapades.

## Historia
Dortmunder Union-Brauereis ursprung var Hausbrauerei Wilhelm Struck i Dortmund. 1870 värvades Fritz Brinkhoff från Löwenbrauerei i Dortmund. 1872 flyttade man till den så kallade Brauereiviertel. 1926-1927 byggdes det klassiska höghuset i Dortmund som idag är känt som Dortmunder U.